# Johnny Carson (brano musicale)
Johnny Carson è un brano musicale composto da Brian Wilson per il gruppo pop-rock statunitense The Beach Boys. La traccia venne inclusa nel loro album del 1977 intitolato Love You.
Composta da Wilson come omaggio a uno dei suoi idoli, il conduttore di talk show Johnny Carson, la canzone include Mike Love alla voce solista, accompagnato da un arrangiamento di sintetizzatori, organo e pianoforte.

## Descrizione

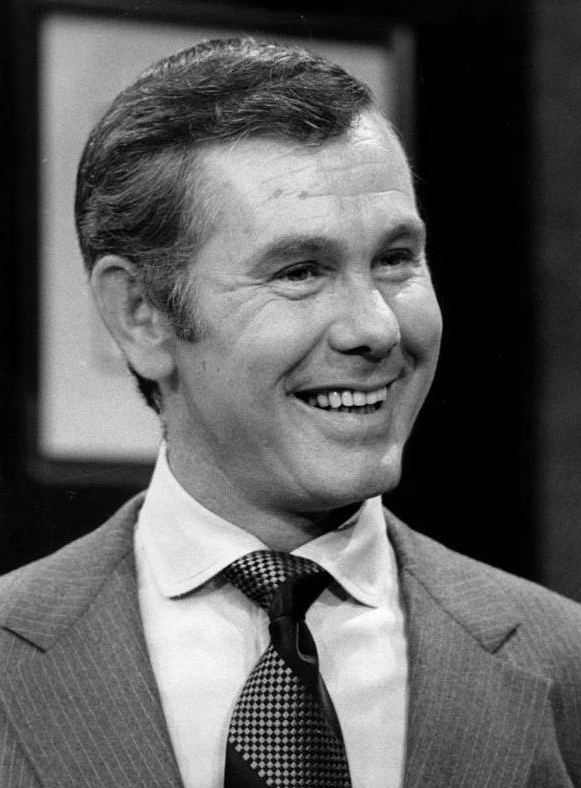
Johnny Carson fu scritta da Brian Wilson come omaggio all'omonimo conduttore del The Tonight Show

Johnny Carson esprime ammirazione per il conduttore del talk show televisivo a tarda notte, The Tonight Show Starring Johnny Carson, e ne esalta la capacità di essere un intrattenitore coerente e mai volgare. Nel 1977 Wilson scrisse circa l'origine della canzone:
Al contrario, in un'intervista successiva, Wilson spiegò di aver scritto la canzone dopo aver sentito per caso un'altra persona nella stanza parlare di Carson. «Ho detto loro che avrei scritto una canzone su di lui e non mi credettero. Ho finito tutto in venti minuti».
Nella sua biografia Wouldn't It Be Nice: My Own Story del 1991, invece Wilson attribuisce l'ispirazione per la canzone al suo psicologo dell'epoca, Eugene Landy. Nel libro si afferma che Landy suggerì e aiutò Wilson a scrivere una canzone su Carson per aiutarlo a superare la paura di apparire al The Tonight Show.

## Reazione da parte di Carson
Interrogato sulla canzone a lui dedicata in un'intervista del 1979, Carson rispose: «Certo che la conosco. Qualcuno l'ha mandata in ufficio. Non credo che abbia venduto molto. Credo che l'abbiano fatta solo per divertimento. Non era un'opera d'arte».